# Љубица Берак
Љубица Берак (Сански Мост, 1948) српска је певачица.

## Фестивали
- 1971. Илиџа - Горка љубав
- 1974. Илиџа - Очи црне
- 1975. Југословенски фестивал, Париз - Опростимо једно другом
- 1975. Илиџа - Ил' ме љуби или одлази
- 1977. Илиџа - Воли ме, воли ме
- 1994. Лукавац - Хеј, Неретво
- 1997. Лукавац - Хеј, још једном, само једном
- 2013. Илиџа - Вени, моја љубави / Ил' ме љуби или одлази (Вече Све љепоте Илиџанских фестивала)
- 2015. Фестивал севдалинке ТК, Тузла - Да сам Бог'до румена ружица
- 2019. Илиџа - Посебна награда за рад и допринос у очувању народне песме у БиХ (као и постхумно за њеног супруга Спасу Берака)